# Aleksandr Griszakin
Aleksandr Dmitrijewicz Griszakin (ros. Александр Дмитриевич Гришакин, ur. 18 maja?/31 maja 1903 w Irkucku, zm. 1963 w Moskwie) – funkcjonariusz radzieckich służb specjalnych, generał major.

## Życiorys
Od sierpnia 1918 był posłańcem firmy handlowej, później referentem urzędu celnego we Władywostoku, od października 1924 był funkcjonariuszem GPU w tym mieście, od listopada 1925 do lutego 1926 służył w wojskach OGPU, od lutego 1926 do sierpnia 1930 pełnił różne funkcje w 59 oddziale pogranicznym OGPU we Władywostoku. Od maja 1928 w WKP(b), od sierpnia 1930 do lutego 1936 kolejno szef grupy operacyjnej, adiutant, inspektor zaopatrzenia, sekretarz zarządu ochrony pogranicznej i wewnętrznej Pełnomocnego Przedstawicielstwa OGPU/Zarządu NKWD w Kraju Dalekowschodnim, 1933 ukończył Władywostocki Wieczorowy Uniwersytet Komunistyczny, od lutego 1936 do lutego 1937 pomocnik szefa morskiego punktu kontrolnego 62 oddziału pogranicznego NKWD we Władywostoku, od lutego do października 1937 komendant punktu pogranicznego 63 oddziału pogranicznego NKWD w Żydowskim Obwodzie Autonomicznym. Od października 1937 do 3 lutego 1938 sekretarz operacyjny Głównego Zarządu Milicji Robotniczo-Chłopskiej NKWD ZSRR, od lutego do sierpnia 1938 sekretarz zastępcy ludowego komisarza spraw wewnętrznych ZSRR Wasilija Czernyszowa, od sierpnia 1938 do czerwca 1942 szef sekretariatu zastępcy ludowego komisarza spraw wewnętrznych ZSRR i zastępca szefa sekretariatu Zarządu NKWD ZSRR, od 21 maja 1939 kapitan bezpieczeństwa państwowego. Od lipca 1942 do maja 1943 zastępca szefa Zarządu NKWD obwodu tulskiego, 17 października 1942 awansowany na majora, a 14 lutego 1943 komisarza bezpieczeństwa państwowego, od 7 maja 1943 do 12 stycznia 1950 szef Zarządu NKWD/MWD obwodu tulskiego, 9 lipca 1945 mianowany generałem majorem. Od stycznia 1950 do kwietnia 1952 zastępca dyrektora bazy nr 10 w Czelabińsku-40, od 28 kwietnia 1952 do 23 marca 1954 I zastępca naczelnika Poprawczego Obozu Pracy Stalingradgirdostroja MWD ZSRR w Wołżskim, następnie na emeryturze. Odznaczony dwoma Orderami Czerwonego Sztandaru (20 września 1943 i 3 listopada 1944), Odznaką „Honorowy Funkcjonariusz Czeki/GPU (XV)” (9 maja 1938) i czterema medalami.